# Wayne (West Virginia)
Wayne is een plaats (town) in de Amerikaanse staat West Virginia, en valt bestuurlijk gezien onder Wayne County.

## Demografie
Bij de volkstelling in 2000 werd het aantal inwoners vastgesteld op 1105.
In 2006 is het aantal inwoners door het United States Census Bureau geschat op 1144, een stijging van 39 (3,5%).

## Geografie
Volgens het United States Census Bureau beslaat de plaats een oppervlakte van
1,7 km², geheel bestaande uit land. Wayne ligt op ongeveer 203 m boven zeeniveau.

## Plaatsen in de nabije omgeving
De onderstaande figuur toont nabijgelegen plaatsen in een straal van 24 km rond Wayne.